# Graham Ovenden
Graham Stuart Ovenden (* 11. února 1943) je anglický malíř, výtvarný fotograf a spisovatel. Některá Ovendenova umělecká díla byla vyšetřována americkými a britskými úřady jako možná dětská pornografie a v roce 2009 byl ve Spojeném království stíhán za vytváření nemravných obrazů, ale nebyl odsouzen. V roce 2013 byl Ovenden shledán vinným ze šesti obvinění z neslušnosti s dítětem a jednoho obvinění z neslušného napadení dítěte a dne 9. října 2013 byl odvolacím soudem uvězněn na dva roky a tři měsíce. Po jeho odsouzení některé galerie odstranily jeho obrazy z expozice. V roce 2015 soudce nařídil, aby Ovendenova osobní sbírka obrazů a fotografií byla zničena.

## Životopis
Graham Ovenden se narodil v New Alresford v Hampshire, do rodiny Fabiánů, navštěvoval Itchen Grammar School (1954–1959) a hudbu ho soukromě vyučoval Albert Ketèlbey. Byl studentem na hudební konzervatoři Royal College of Music, než začal kolem roku 1962 malovat.
Vyučovali ho lord David Cecil a John Betjeman. Navštěvoval School of Art v Southamptonu a v roce 1968 absolvoval univerzitu Royal College of Art. Jedním z jeho nejvýznamnějších učitelů byl James Sellars, odborník na Samuela Palmera.
Z Richmond upon Thames se v roce 1973 přestěhoval do Cornwallu s malířkou Annie Ovenden a jejich rodinou. Koupil si chatu na Bodmin Moor s 22 akry půdy a začal stavět „Barley Splatt“, neogotickou budovu. Styl byl eklektický, ovlivněný Johnem Betjemanem a Frankem Lloydem Wrightem; některé vlastnosti jsou ovlivněny motory letadel z druhé světové války a komíny cínových dolů. Veškerou stavbu provedl Ovenden sám a v roce 1988 byl dům zhruba z poloviny hotov. V roce 2008 byl uveden na trh jako nedokončený projekt a prodán.
Ovenden byl zakladatelem Brotherhood of Ruralists v roce 1975 spolu s Grahamem Arnoldem, Ann Arnoldovou, sirem Peterem Blakem, Davidem Inshawem, Annie Ovendenovou a Jannem Haworthem. Bratrstvo již neexistuje, i když v roce 2005 mělo významnou londýnskou výstavu v Leicester Galleries. Spisovatel Laurie Lee jim dal jméno „Brotherhood of Ruralists“.
Jeho odcizenou manželkou je umělkyně Annie Ovendenová. Jejich dcera Emily byla zpěvačkou dívčí folkové skupinyMediæval Bæbes a skupiny Pythia a spisovatelkou a nyní je publikánkou a kněžkou anglikánské církve.

## Dílo

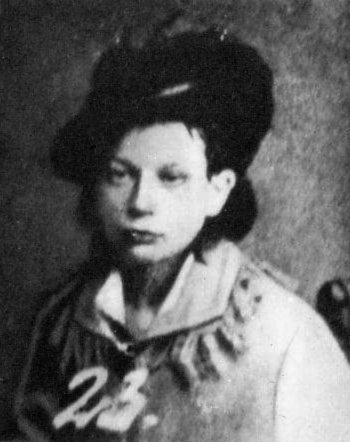
Fotografie převzata z Victorian Children, Londýn 1972 (Graham Ovenden a Robert Melville)

Ovenden je umělec, fotograf, historik fotografie a sběratel viktoriánských fotografií.
Jeho akty a poloakty, fotografické portréty, mladých dívek byly publikovány v knize States of Grace (Ophelia Editions, 1992). Jeho fotografie dětské pouliční kultury v Londýně pořízené koncem 50. a začátkem 60. let, kdy byl Ovenden teenager, byly publikovány v Childhood Streets (Ophelia Editions, 1998) a v mnoha katalozích vydaných galeriemi a muzei. Aspects of Lolita (Academy Editions, 1976) obsahuje tisky inspirované románem Vladimira Nabokova Lolita. Obecnou monografii jeho obrazů, kreseb, tisků a fotografií s názvem Graham Ovenden vydalo nakladatelství Academy Editions/St. Martin's Press v roce 1987. Mezi další publikace obsahující jeho práci patří David Bailey, The Naked Eye. Great Photographers of the Nude (AMPHOTO, 1987); Emily Brontëová, Sturmhöhe (ilustrace Ovenden; Carl Bertelsmann, 1981); Charles Causley, A Tribute from the Artist (Exeter University, 1987); Robert Melville, Erotic Art of the West (G. P. Putnam's Sons, 1973); David Inshaw, Graham Ovenden, Martin Axon: Fotografie 1957–1981 (Plymouth Arts Center Touring Exhibition Catalogue); Graham Ovenden Photographs (Galerie Olympus, 1984); Bradley Smith, Erotic Art of the Masters: The 18th, 19th & 20th Centuries (Mayflower Books, 1980) a Bradley Smith, 20th Century Masters of Erotic Art (Fleetbooks, 1980). Ovendenova práce také zdobila obálky gramofonových alb (Malice in Wonderland od Paice Ashton Lord) a knih, zejména série Arden Shakespeare, Sleep Pale Sister od Joanne Harrisové, a britská vázaná edice AN Wilson 's Dream Children. Jeho dílo je v mnoha sbírkách, včetně Victoria and Albert Museum, The Tate a Metropolitní muzeum umění v New Yorku.
Jako odborník na viktoriánské fotografie a ilustrace editoval Ovenden Pre Raphaelite Photography (1972); Victorian Children (1972); Victorian Erotic Photography (1973); Viktoriánské album – Julia Margaret Cameronová a její kruh (1975); Fotografie Alfonse Muchy (1974); Clementina Lady Hawardenová (1974); Hill & Adamson Photographs (1973); Lewis Carroll (1984); Nymphets and Fairies (1976) a Ilustrators of Alice (1972). Spisy Ovendena o umění a fotografii zahrnují Ruralismus a nový romantismus (Art & Design, 1988); O Davidu Inshawovi (Architectural Design, 1984); Prerafaelité (Architectural Design, 1984); Černobílé umění Arthura Hughese (Zelená kniha, 1981); Rodinné album Liddellových (The Hillingdon Press, 1973); a Jane a Elizabeth, výběr obrazů Jane Morrisové a Elizabeth Siddallové (Hillingdon Press, 1972). Kromě toho je kurátorem mnoha výstav, z nichž mnohé představují jeho rozsáhlou sbírku antikvárních fotografií, včetně výstavy Recording Angels, The Work of Lewis Wickes Hine z let 1993/4.
Ovenden a jeho práce byli předmětem vysílání a filmů, včetně Lolita Unclothed pro seriál Svět bez zdí (ITV, Channel 4, 1993), Stop the Week (BBC Radio 4, 1989), Curious Houses with Lucinda Lambton (BBC- TV, 1987), Bats in the Belfy – Home Sweet Home (ITV, 1987), Robinson Country: The Painter (ITV, 1987), Figurky v krajině: Bratrstvo venkova (BBC Radio 3, 1983) a Léto s the Ruralists, film produkoval a režíroval John Read pro BBC (1978–79). V roce 2000 Britská knihovna financovala formální rozhovor s Ovendenem v rámci své série Ústní historie britské fotografie.

## Legální problémy

### Poplatek za podvod
V roce 1980 byl Ovenden stíhán, ale nebyl shledán vinným z podvodu souvisejícího s jeho účastí na výrobě podvodných kalotypů, údajných snímků viktoriánských dětí ulice od fotografa „Francise Hetlinga“. Snímky ve skutečnosti pořídil Ovendenův přítel Howard Grey a Ovenden je přefotil a vytiskl. Některé z obrázků byly vystaveny v londýnské Národní portrétní galerii.

### States of Grace
Většinou však byla Ovendenova práce kontroverzní kvůli zobrazování předpubertálních dívek. V roce 1991, když vycházely States of Grace, americký celní úřad zabavil a držel více než sedm měsíců soubor důkazů a fotografií pro knihu. V únoru 1992 americké ministerstvo spravedlnosti tvrdilo, že dílo zobrazuje „sexuálně explicitní chování“, které je nezákonné dovážet, prodávat nebo vlastnit. Během soudního slyšení o měsíc později u okresního soudu Spojených států ve východní části New Yorku federální žalobce identifikoval stranu 54, která obsahuje jediný urážlivý obrázek v knize. To byl podstatný ústup od původního vládního postoje, že kniha obsahovala četné obrázky, které by teoreticky mohly být považovány za nezákonné.

A. D. Coleman, 2016

Dne 28. května 1992 se konalo slyšení před soudcem Zacharym Carterem, kterého se zúčastnil subjekt vyobrazený na údajně urážlivém snímku, tehdy 18letý, a významný fotohistorik a kritik A. D. Coleman. Oba svědci byli připraveni vypovídat a nabídli písemná prohlášení. Subjekt obrázku na straně 54 řekl:
Grahama Ovendena znám jako rodinného přítele čtrnáct let – od svých čtyř let. Stál jsem modelem pro Grahama při mnoha příležitostech – ve skutečnosti jich bylo příliš mnoho, než abych to spočítal – jak pro jeho fotografie, tak pro obrazy. Dělal jsem pro něj modela oblečeného i zcela nahého, jak sám, tak s dalšími dětmi.... Portrét, který Spojené státy označily za neslušný, je můj portrét, jaký jsem byl před osmi lety. Na obrázku se nechovám sexuálním způsobem a Graham mě nikdy o sex nežádal ani se mnou nezacházel jako se sexuálním objektem. Obvinění, že obrázek je „obscénní“, je pro mě obviněním, že jsem „obscénní“, něčím, co mě uráží.
Připravené prohlášení A. D. Colemana zachytilo mnoho uměleckých kvalit obrazu, které byly v rozporu s tím, že byly označeny za „lascivní“. Zástupci Amerického svazu občanských svobod ACLU Foundation Arts Censorship Project byli také u soudu, aby nabídli své vyjádření, ke kterému se připojili umělci, kritici umění, správci a organizace, v opozici vůči vládnímu pokusu cenzurovat States of Grace. K obrázku na straně 54 stručná zpráva ACLU uvedla: „Ať už se na Ovendenův portrét díváme jednotlivě nebo jako součást celé knihy, zjevně se jeví jako fotografie se skutečnými uměleckými, nikoli pornografickými záměry, a tedy ústavně chráněné umělecké dílo."
Sám Ovenden písemně tvrdil toto: „Symbolicky řečeno, máme co do činění s pocity srdce a lidskou touhou po edenské jednoduchosti – stavu milosti, jak to bylo, kde není ani hřích, ani zkaženost. Jablko se ještě musí sníst. Subjekt na fotografii samozřejmě symbolizuje tento stav. Zároveň vidíme, že dosažení ráje není snadný úkol: zranitelnost dítěte naznačuje, nebo spíše potvrzuje, křehkost ráje, stejně jako jeho pomíjivost tváří v tvář obavám světa dospělých a požadavky moderny“.
Nakonec nebylo při jednání dne 28. května 1992 vyžadováno žádné svědectví. Tváří v tvář vyprávění subjektu o jeho zážitku z fotografování Ovendenem, prohlášením nabízeným Ovendenem a Colemanem a podpoře ACLU a dalších, vláda uznala porážku a vrátila autorovi fotografie a důkazy. O dva měsíce později byla kniha dovezena do Spojených států.
Dne 21. května 1998 cenzoři na Novém Zélandu klasifikovali States of Grace jako NEOMEZENÉ, což znamená, že byly považovány za vhodné pro všechny diváky. Dokument obsahující klasifikaci, Classified books od roku 1963 do 31. července 2009, byl k dispozici online na Novozélandském úřadu pro klasifikaci filmu a literatury.
Dne 5. května 2000 veřejná knihovna v San Diegu oznámila, že nepovažuje State of Grace (stejně jako knihu Davida Hamiltona Dvacet pět let umělce) za obsah dětské pornografie a uvedla, že jak Ovenden, tak Hamilton jsou „současní a historicky významní fotografové“, jejichž dílo je „kulturně a umělecky významné“ a „v rámci sbírko-vývojových směrnic knihovny“. Rozhodnutí bylo učiněno v reakci na rozhodnutí soudce vrchního soudu v San Diegu, že si muž kopíroval obrázky z těchto knih „ne kvůli umění, ale pro sexuální účely“. Na konci října 2009 britské celní orgány povolily vstup Ovendenovy knihy States of Grace zaslané zákazníkovi, který ji zakoupil v aukci ve Spojených státech na eBay. Aukční cena byla 350,00 amerických dolarů.

### Konfiskace a vrácení snímků
O rok později byly v Anglii některé Ovendenovy fotografie zabaveny Obscene Publications Squad ze Scotland Yardu, na základě zákona z roku 1959, ale vrátily se po kampani Lorda Hutchinsona a dalších umělců Sira Hugha Cassona a Davida Hockneyho.
Ovendenovo dílo Five Girls a 29 dalších obrázků ve stálé sbírce Tate Gallery byly přístupné online až do října 2009, po skandálu, který vypukl kolem fotografie Brooke Shieldsové v rámci výstavy Pop Life v Tate Modern v roce 2009.

### 2009 stíhání a neúspěch případu
V roce 2009 byl Ovenden obviněn z šestnácti případů vytváření „neslušných“ fotografií nebo pseudofotografií (tj. uměleckých ztvárnění, které se jeví jako fotografie) dětí, a dvou případů držení 121 „neslušných“ fotografií nebo pseudofotografií dětí. Všech 121 obrázků bylo verzemi nebo fázemi šestnácti děl a byly smazány z Ovendenova počítače v době, kdy byl v roce 2006 napaden jeho dům. Smazané snímky následně policie obnovila. Obžaloba tvrdila, že tyto snímky jsou „neslušné“ a že nelze bránit vytváření nebo držení „neslušných“ fotografií nebo pseudofotografií pro umělecké účely. Obhajoba tvrdila, že 121 obrazových děl byly dočasnými fázemi k vytvoření 16. děl, že tato díla představují umění a v žádném případě se nejednalo o žádné z děl vytvořených se zločinným úmyslem. The Crown netvrdila, že sporné obrázky zobrazují skutečné děti.
Dne 22. října 2009, po necelých dvou dnech soudního řízení, byla porota odvolána a stanoveno nové datum soudu. Dne 9. dubna 2010, po pětiminutovém jednání, soudce případ odložil, protože se k soudu nedostavili dva klíčoví svědci obžaloby, policisté, kteří u něj před třemi a půl lety provedli domovní prohlídku. Policie se odmítla vyjádřit a CPS odmítla sdělit, kolik vyšetřování stálo daňového poplatníka. Graham Ovenden popsal policii jako „totálně a naprosto otřesenou dětskou sexualitou“ a sebe jako „kontroverzní postavu a v tuto chvíli velmi rozzlobeného starého muže“. Obžaloba odmítla podat odvolání.

### 2013 obvinění, stíhání a odsouzení
Dne 19. dubna 2010 noviny Western Morning News uvedly, že tým pro vyšetřování týrání dětí metropolitní policie, který vedl tři a půl roku trvající vyšetřování tohoto procesu, vyšetřuje Ovendena kvůli obvinění ze sexuálního zneužívání dětí. Ovenden řekl, že taková obvinění byla vznesena na začátku předchozího vyšetřování a bylo od nich upuštěno, a že "metropolitní policie je v tomto velmi pomstychtivá."
V březnu 2013 Ovenden šel před soud Truro Crown Court, obviněn z devíti obvinění z neslušnosti s dítětem a neslušného napadení obětí ve věku od šesti do 14 let. Nároky popřel. Dne 2. dubna byl Ovenden shledán vinným ze šesti obvinění z neslušnosti vůči dítěti a jednoho obvinění z neslušného napadení dítěte. Obvinění pocházelo od dospělých, kteří tvrdili, že je Ovenden jako děti zneužil. Některé z nich zahrnovaly tvrzení, že zneužíval děti, když pózovaly pro jeho fotografie. Obvinění ze zneužití se vztahovala k incidentům v letech 1972 až 1985. Ovenden byl odsouzen ke 12. měsícům vězení s odkladem na dva roky.
Dne 9. října 2013 mu odvolací soud zvýšil trest na okamžitý trest odnětí svobody v délce 27 měsíců.
Po jeho odsouzení Victoria and Albert Museum odstranilo polovinu ze svých 14 Ovendenových snímků ze svých webových stránek a Tate odstranil 34 jeho snímků ze své online sbírky, ačkoli později obnovil snímky tří abstraktních krajin. V roce 2015 okresní soudkyně Elizabeth Roscoeová nařídila, aby byla zničena Ovendenova osobní sbírka obrazů a fotografií, kterou vytvořil on a další, a uvedla: „Velmi málo pochybuji o tom, že sexuální uspokojení je přinejmenším součástí důvodů pana Ovendena k vytváření těchto obrázků." Ovenden odpověděl tisku, že: „Jsem slavný umělec. Jsem stejně slavný fotograf a oni ničí materiál, který je více než 40 let ve veřejném vlastnictví.“